# Good Kid, M.A.A.D City
A Good Kid, M.A.A.D City (stilizálva: good kid, m.A.A.d city) Kendrick Lamar amerikai rapper második stúdióalbuma, amely 2012. október 22-én jelent meg a Top Dawg Entertainment, az Aftermath Entertainment és az Interscope Records kiadókon keresztül. Közreműködött rajta Drake, Dr. Dre, Jay-Z, Jay Rock, Anna Wise és MC Eiht. Lamar debütáló albuma nagy kiadónál, a 2011-ben kiadott Section.80 lemeze után.
A Good Kid, M.A.A.D Cityt főként Kaliforniában vették fel, olyan producerek dolgoztak rajta, mint Dr. Dre, Just Blaze, Pharrell Williams, Hit-Boy, Scoop DeVille, Jack Splash és T-Minus. Az album borítóján szerepel az „egy rövidfilm Kendrick Lamartól” felirat, a lemez egy koncepcióalbum, amely Lamar tinédzserkori tapasztalatairól a drogokkal teli utcákról, bandaéletmódról és Comptonról. Az albumot négy Grammy-díjra jelölték az 56. Grammy-gálán, amelyek közé tartozott az Év albuma kategória is.
Az albumról öt kislemez jelent meg, a The Recipe, a Swimming Pools (Drank), a Backseat Freestyle, a Poetic Justice és a Bitch, Don’t Kill My Vibe. Mind az öt kislemez szerepelt slágerlistákon, különböző sikerességgel. 2013 májusa és augusztusa között turnézott az előadó, a Black Hippy hiphopcsoporttal.
A Good Kid, M.A.A.D Cityt méltatták a zenekritikusok, akik kiemelték Lamar dalszövegeinek tematikáját. Az album második helyen debütált a Billboard 200-on, 242 ezer eladott példánnyal, amely 2012 legsikeresebb hete volt egy férfi hiphopelőadótól. Lamar első albuma volt, amely szerepelt a Brit albumlistán, ahol 16. helyet ért el. Az albumot sok magazin az év egyik legjobbjának nevezte, sokszor az első helyen szerepelt. Triplaplatina minősítést kapott az Amerikai Hanglemezgyártók Szövetségétől (RIAA). 2020-ban 115. helyen szerepelt a Rolling Stone Minden idők 500 legjobb albuma listáján.

## Háttér

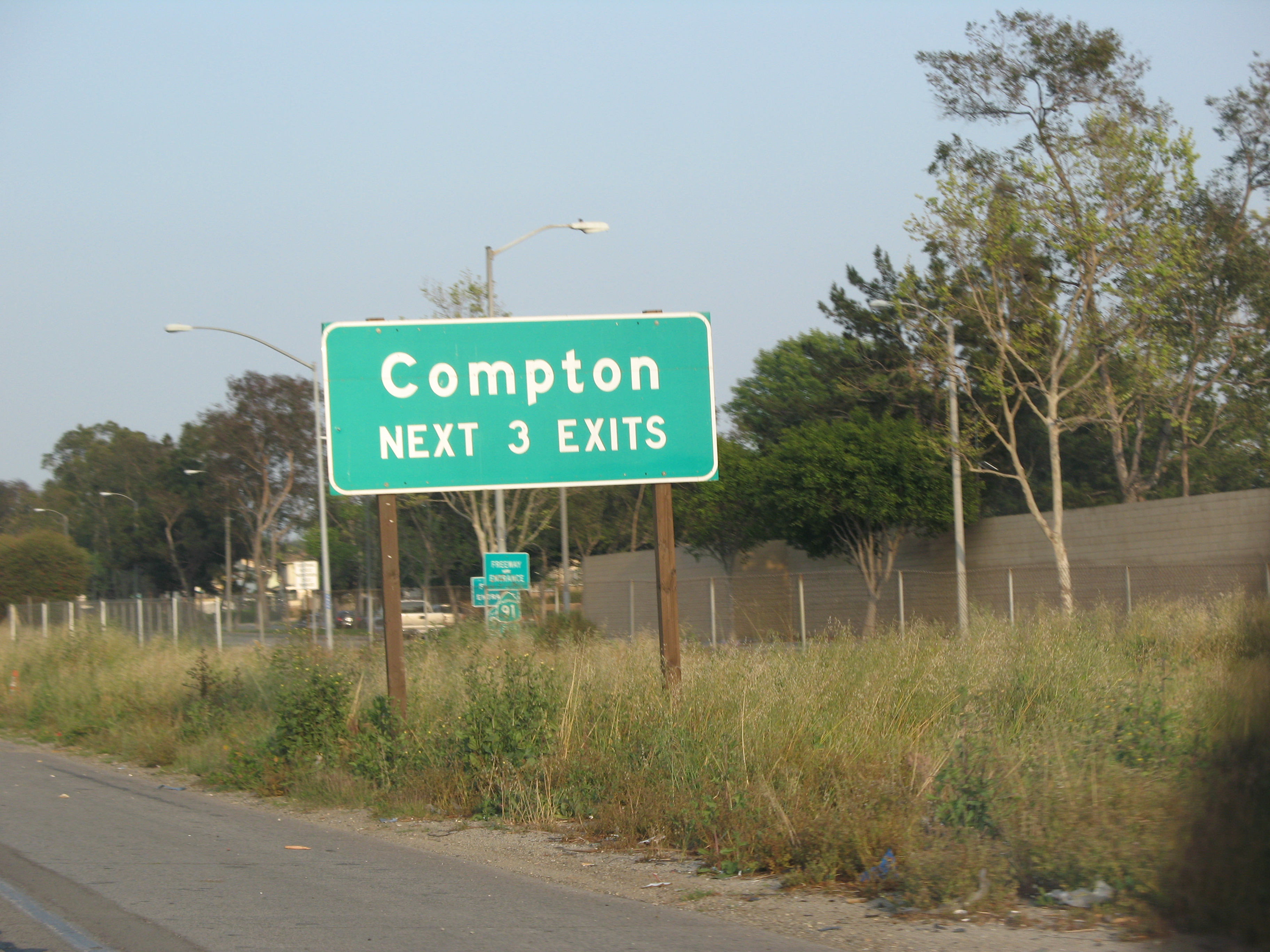
Kendrick Lamar fő célja volt, hogy a comptoni életről írjon az albumon.

Debütáló stúdióalbumának, a Section.80-nek (2011) sikerét követően Kendrick Lamar aláírta első szerződését egy nagy kiadóval, az Interscope Recordsszal és Dr. Dre Aftermath Entertainment kiadójával. Azt mondta a HipHopDX-nek, hogy nem akart nagynevű producerekkel dolgozni, hanem azokkal, akiket már ismert, főleg a Top Dawg producer-csapatával, a Digi+Phonicsszal.
Egy XXL-lel készített interjúban elmondta, hogy az album hangzása nem olyan lesz, mint a Section.80, hanem vissza fog térni a comptoni gyökerekhez: „Nem tudom megmondani, hogy milyen hangzást vagy hol leszek a következő öt évben zeneileg... Visszamenni a szomszédságba, vissza arra a helyre, ahol régen voltunk, inspirált engem. Szóval ennek az albumnak a hangzása nem lesz olyan, mint a Section.80.” Ezek mellett azt nyilatkozta, hogy látni lehet majd szülővárosának hatását a lemezen: „A gyerek, aki megpróbál elmenekülni attól a befolyástól, aki a legtöbbet adja, hogy elmeneküljön attól a befolyástól, akit mindig visszatartottak a körülmények, amik voltak.”

## Felvételek

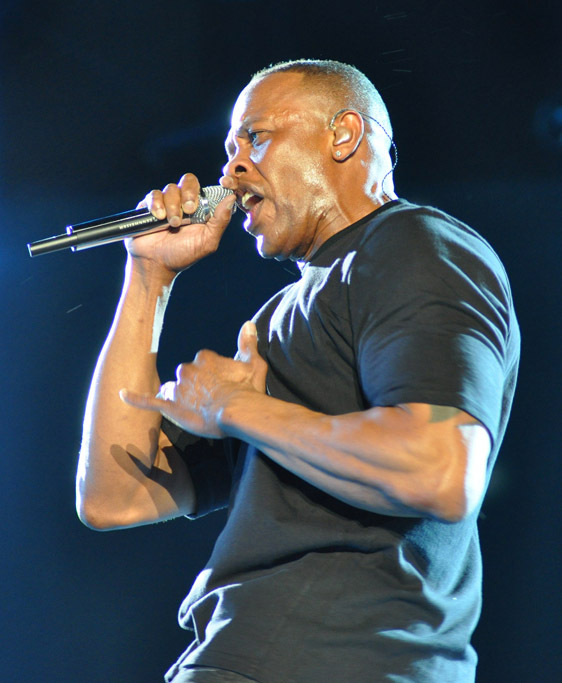
Dr. Dre, az Aftermath Entertainment alapítója és az N.W.A korábbi tagja volt az album egyik producere.

A felvételek a PatchWerk Recording Studiosban (Atlanta), az Encore Studiosban (Burbank), a TDE Red Roomban (Carson) és az albumon „Anyukám Stúdiója”-ként (Los Angeles) megjelölt stúdiókban történtek. Az első dalt, amelyet Lamar felvett, a Compton volt Dr. Dre-vel. A száma. tizenkettedik az albumon és az eredeti verzió utolsó dala.
2012. augusztus 15-én Lady Gaga Twitteren bejelentette, hogy közreműködött Lamarral egy Partynauseous című dalon, amelyet szeptember 6-án fognak kiadni. Augusztus 23-án Gaga elmondta, hogy a dalt nem fogják akkor kiadni és bocsánatot kért a halasztásért. Végül hivatalosan is megerősítették, hogy Lady Gaga nem fog szerepelni az albumon, időzítési problémák és művészi különbségek miatt, amelyek főleg abból származtak, hogy Gaga nem akarta, hogy Lamar teljesen megváltoztassa a dal stílusát. A dalt később átnevezték Bitch, Don’t Kill My Vibe-ra. November 8-án Gaga kiadta a verziót, amelyen ő szerepelt és a refrént, illetve egy versszakot énekelt. Lamar azt mondta, hogy meglepte, de boldog volt, hogy Gaga kiadta a saját verzióját, mert ez magabiztosságot mutatott a közös munkájukban.

## Zene és szöveg
A Good Kid, M.A.A.D City zeneileg visszafogott, atmoszférikus alapokkal és finom, elkülöníthetetlen refrénekkel. Elkerüli a kortárs hiphop érzését és szinte elhomályosodott háttéréneklést tartalmaz, minimalista zongorajátékkal. Hasonlították az Outkast Aquemini albumához. Andrew Nosnitsky (Spin) a hozzá legközelebb álló zenének az Outkast ATLiens-éráját nevezte, de ahogy az album halad előre, úgy átalakul egy 2000-es évek közepén megjelent Roots albummá. Sasha Frere-Jones (The New Yorker) úgy érezte, hogy kemény történetekhez társított finom zenéje hasonlít Dr. Dre G-funkjához az 1990-es évek elején, de hozzáadta, hogy „Lamar gyakran úgy hangzik, mint Drake... akinek különböző, ábrándozó stílusainak semmi köze nincs a Nyugat hagyatékához.” Marcus Moore (Okayplayer) azt írta, hogy hangszerelése „elkerüli Kalifornia nyugati-parti, csillogó funkját egy Dungeon Family-esztétikáért.”
Dalszövegét tekintve az album Lamar élményeit és annak durva valóságát írja le szülővárosában, Comptonban, nem lineáris formában. A dalokon beszél olyan problémákról, mint gazdasági jogfosztottság, megtorló bandaerőszakról és elnyomott nőkről, míg kielemzi azoknak hatását az egyéneken és családokon. Lamar több, különböző karaktert és belső konfliktust is bemutat az album során, egymás ellen állítva honvágyát és szeretetét Compton iránt a város romló helyzetével. Del F. Cowie (Exclaim!) észrevett egy átalakulást Lamar karaktereiben, „heves, befolyásolható, lányok után vágyó tinédzserből, egy spirituális, keményen megélt felnőtt létté, amelyet végérvényesen befolyásolt a szomszédság és a családi kapcsolatok veszélyes környezetéből.” Mark Collett (Slant Magazine) azt írta, hogy Lamar úgy viszi véghez a karakterek átalakulását, hogy „lágyítja a nyugati-parti hiphop hedonista kényszereit a keleti part önelemző impulzusaival.” David Amidon (PopMatters) úgy látta, hogy „egy félig önéletrajzi karakterfejlődés,” míg Robert Christgau (MSN Music) szerint Lamar halkan felépít egy „rap vs. valóság dichotómiát.”
Az albumon természetes, valósághoz hasonló jelenetek szerepelnek, amelyek dramatizálják a karaktereket. Jon Caramanica (The New York Times) úgy látja, hogy részei az album narratív stratégiájának: „imák és beszélgetések és különböző hangok és emlékek és közjátékok, amelyek mind egy történetet építenek: Mr. Lamar meséje arról, hogy elkerüli Compton keményebb sarkait, hogy megtalálja magát művészként.” Jayson Greene (Pitchfork) úgy érezte, hogy megerősítik az album témáját, amely a „család alapereje,” feldolgozva a „családot és a hitet,” mint az „elkopó kötelek, amelyek visszatartják Lamart a bandaerőszak szakadékától, amely bekebelezné.”
Lamar visszafogottan rappel az albumon, belső rímekkel, dupla és tripla előadásmóddal és különböző hangokkal a különböző karaktereknek. Jody Rosen azt írta Lamarról, hogy egy történetmesélő, nem egy hencegő rapper, aki spirituális sóvárgásokat és morális dilemmákat állít a bandaerőszak és a rendőri brutalitás elé.

## Cím és albumborító
Már az album megjelenése előtt a rajongók elkezdték Good Kid, Mad Citynek vagy Good Kid in a Mad Citynek hívni Lamar debütáló projektjét, amely becenevet a rapper adott neki. A mondatot már a 2009-es Kendrick Lamar középlemezén is használta. Mikor bejelentette az album címét és megjelenési dátumát, kiemelte, hogy a cím helyes írásmódja mind kisbetű, kivéve a két magánhangzó a m.A.A.d-ben. A cím főként Lamar gyerekkori ártatlanságára utal és arra, hogy Compton hogyan befolyásolta életét. Később elmondta, hogy a a m.A.A.d egy rövidítése két mondatnak: a My Angry Adolescence Dividednak (Az Én Dühös Kamaszkorom Szétválasztva) és a My Angels on Angel Dust (Az Angyalaim Angyalporon) és a következőt tette hozzá: „Ez voltam én és ezért nem füvezek. Én voltam, rosszkor a rossz dologra tettem rá a kezem és észre se vettem.” A cím ezek mellett lehet utalás az 1990-es években aktív, Los Angeles-i WC and the Maad Circle hiphop-csoportra.
Az album borítóján Lamar látható kisgyerekként, két nagybátyjával és nagyapjával. A felnőttek szemei cenzúrázva vannak. Azt mondta, hogy az ő szemei azért nincsenek cenzúrázva, mert az ő szemén keresztül van elmesélve a történet és az ő élményein, tapasztalatain alapul. A nagybátyja, aki tartja Lamart, feltartja a Crips banda jelét, míg a feje feletti poszteren Lamar és apja látható.

## Marketing és eladások
Az album 2012. októberi megjelenése előtt és után Lamar turnézott Drake-kel és Steve Aokival. 2013. május 5-én kezdte el első headliner turnéját, a Good Kid, M.A.A.D City World Tourral, a floridai West Palm Beachen. A turné alatt 23 koncertje, 22 nemzetközi fesztiválfellépése és 15 fesztiválfellépése az Egyesült Államokban. Az Amerikában előadott koncerteken szerepelt a Black Hippy hiphopcsoport és augusztus 24-ig tartott.
Miután az albumot az „egy rövidfilm Kendrick Lamartól” alcímmel látta el, egy GQ-val készített interjúban azt mondta, hogy „tervez készíteni egy rövidfilmet, hogy történetét életre keltse.” A film megrendezése is érdekelte, a lehetséges szereplők között pedig felsorolta Tristan Wildsot, Taraji P. Hensont és Rihannát. 2013. december 23-án megjelent a Sing About Me videóklipje, amelyet Darren Romanelli rendezett.
Egy héttel az album kiadása előtt kiszivárogtak bizonyos részei az interneten. Az első hetében második helyen debütált a Billboard 200-on és 242 ezer példány kelt el belőle az Egyesült Államokban. Október 28-án 16. helyen debütált a Brit albumlistán és második helyen a Brit R&B-listán. Az első tíz helyen volt ezek mellett Hollandiában, Kanadában és Új-Zélandon. A második hetében 63 ezer példány kelt el belőle, majd a következő négy hétben összesen 176 ezer, ezzel 481 ezerre emelve az összes eladás számát. 2018 áprilisára 1.72 millióan vásárolták meg a lemezt, júniusban triplaplatina minősítést kapott az Amerikai Hanglemezgyártók Szövetségétől (RIAA), három millió eladott példányért.

## Kritikák
A Good Kid, M.A.A.D Cityt általánosan méltatták. A Metacritic weboldalon, amely szakértők kritikái alapján ad albumoknak 100 pontból egy adott értékelést, 91 pontot adott a lemeznek, 36 kritika alapján. A hasonlóan működő AnyDecentMusic? 8.6 pontot adott neki 10-ből. A kritikusok általában Lamar dalszerzői képességeit és elmesélések felépítését méltatták.

Jody Rosen (Rolling Stone) azt írta, hogy az album „megérdemli, hogy helye legyen a hetvenes években kihasznált feketék zenéjének és a kilencvenes évek gengszter rap újjáélesztésének történeti ágában.” Greg Kot (Chicago Tribune) méltatta Lamart, hogy „a gengszter stílusnak egy újabb fordulatot adott, vagy néha teljesen fejére állította azt” egy albumon, amely „komédiával, komplexitással és a Kendrick Lamar fejében hallható sok hanggal áradozik.” Jayson Greene (Pitchfork) azt írta, hogy „az album varázsa az, hogy hogyan köti össze a lényegre törő rappet” a „súlyos mondanivalójával” és történetével, míg David Amidon (PopMatters) úgy érezte, hogy az album egyszerre volt elérhető és jelentős, illetve egyszerre tudott megfelelni az underground és a mainstream hiphop rajongóinak is. Joseph Morpurgo (Fact) egy önéletrajzi lemeznek nevezte, amely „széles körű és távolba nyúló siker.” Jaeki Cho (XXL) azt mondta, hogy a Good Kid, M.A.A.D City az „egyik legösszefüggőbb munka a rap elmúlt pár évében” és azt írta, hogy minden dal „egyszerre hangzik komplexen hangszereltnek, hangzásilag odaillőnek, előtérbe helyezve Kendrick élénk dalszövegírását és ritmuskontrollját.” Jim Carroll (The Irish Times) úgy érezte, hogy szórakoztató és előretekintő, de visszhangozza a nyugati-parti hiphop elmúlt időszakát. David Jeffries (szerkesztő, AllMusic) azt írta, hogy az album „valamilyen szinten egy következő szintre emelt gengszter rap,” illetve a következőt írta a témájáról: 
A jó ötletek és az élet mellett, megéri résztvenni ezen az utazáson a comptoni betondzsungelen át, nem csak a művészi gazdagság miatt, hanem egy zseniális rapper miatt,  aki szárnyal újonc szezonjában. Bármilyen kérdés, amely a horrorjáról lett volna, hirtelen eltűnik Kendrick igazmondásának, őszinteségének, széles látókörének és kinyújtott kezének köszönhetően. Adjuk össze ezt, és vonjuk ki belőle a nagy felhajtást és még így is elég nagy a hatása, hogy a rakás tetejére emelkedjen.
Más szakértőknek kevésbé tetszett. Hazel Sheffield (NME) szerint a lemeznek nem volt meg az a nyers vonzóereje, mint a Section.80-nek, míg Alex Macpherson (The Guardian) úgy találta, hogy „Lamar leírása az elnyomott nőkről nem meggyőző és szükségtelenül kéjvágyó.” Robert Christgau (MSN Music) úgy érezte, hogy az „elkötelezettsége a drámához negatív hatással van a zenére,” de azt mondta, hogy „az atmoszférikus alapok, amelyeket Dr. Dre és bérencei a rappek és refrének alá fektetnek és létrehoznak egy zenei folytonosságot, amelyek alátámasztják a helyenként ingadozó előadásmódot és Lamar rímjeinek pont erre van szüksége.”

## Díjak és jelölések
Az alábbi listán azon díjak és jelölések szerepelnek, amelyeket Kendrick Lamar az albumért vagy annak kislemezeiért kapott. Az albumot és dalait összesen 30 díjra jelölték, amelyből tízet nyertek el azok.
| Év   | Díjátadó                         | Kategória                              | Jelölt/Munka                                                    | Eredmény | For.   |
| ---- | -------------------------------- | -------------------------------------- | --------------------------------------------------------------- | -------- | ------ |
| 2012 | HipHopDX Awards                  | Az év albuma                           | good kid, m.A.A.d city                                          | Elnyerte | [ 59 ] |
| 2012 | HipHopDX Awards                  | Olvasók Választása: Az év albuma       | good kid, m.A.A.d city                                          | Elnyerte | [ 59 ] |
| 2013 | American Music Awards            | Kedvenc Rap/Hiphop Album               | good kid, m.A.A.d city                                          | Jelölve  | [ 60 ] |
| 2013 | BET Awards                       | Az év videója                          | Poetic Justice (Drake-kel)                                      | Jelölve  | [ 61 ] |
| 2013 | BET Awards                       | Legjobb közreműködés                   | Poetic Justice (Drake-kel)                                      | Jelölve  | [ 61 ] |
| 2013 | BET Awards                       | Coca-Cola: Nézők választása            | Swimming Pools (Drank)                                          | Jelölve  | [ 61 ] |
| 2013 | BET Hip Hop Awards               | Az év albuma                           | good kid, m.A.A.d city                                          | Elnyerte | [ 62 ] |
| 2013 | BET Hip Hop Awards               | Legjobb közreműködés, duó vagy csoport | Poetic Justice (Drake-kel)                                      | Jelölve  | [ 62 ] |
| 2013 | BET Hip Hop Awards               | Az emberek bajnoka díj                 | Bitch, Don’t Kill My Vibe                                       | Jelölve  | [ 62 ] |
| 2013 | BET Hip Hop Awards               | Legjobb hiphopvideó                    | Bitch, Don’t Kill My Vibe                                       | Jelölve  | [ 62 ] |
| 2013 | Billboard Music Awards           | Legjobb rapalbum                       | good kid, m.A.A.d city                                          | Jelölve  | [ 63 ] |
| 2013 | Danish Music Awards              | Az év nemzetközi albuma                | good kid, m.A.A.d city                                          | Jelölve  | [ 64 ] |
| 2013 | MTV Video Music Awards           | Legjobb hiphopvideó                    | Swimming Pools (Drank)                                          | Jelölve  | [ 65 ] |
| 2013 | MTV Video Music Awards           | Legjobb férfi videó                    | Swimming Pools (Drank)                                          | Jelölve  | [ 65 ] |
| 2013 | MTV Video Music Awards Japan     | Legjobb hiphopvideó                    | Swimming Pools (Drank)                                          | Jelölve  |        |
| 2013 | Soul Train Music Awards          | Az év albuma                           | good kid, m.A.A.d city                                          | Elnyerte | [ 66 ] |
| 2013 | Soul Train Music Awards          | Az év legjobb hiphopdala               | Poetic Justice                                                  | Jelölve  | [ 66 ] |
| 2013 | Soul Train Music Awards          | Az év dala                             | Poetic Justice                                                  | Jelölve  | [ 66 ] |
| 2013 | Soul Train Music Awards          | Az év videója                          | Poetic Justice                                                  | Jelölve  | [ 66 ] |
| 2013 | XXL Awards                       | Legjobb remix                          | The Recipe (Remix) (Jay Rockkal, Schoolboy Q-val és Ab-Soullal) | Jelölve  | [ 67 ] |
| 2013 | XXL Awards                       | Az év albuma                           | good kid, m.A.A.d city                                          | Elnyerte | [ 67 ] |
| 2013 | XXL Awards                       | Legjobb debütáló album                 | good kid, m.A.A.d city                                          | Elnyerte | [ 67 ] |
| 2014 | ASCAP Rhythm & Soul Music Awards | Díjazott R&B/hiphopdalok               | Poetic Justice                                                  | Elnyerte |        |
| 2014 | ASCAP Rhythm & Soul Music Awards | Díjazott R&B/hiphopdalok               | Bitch, Don’t Kill My Vibe                                       | Elnyerte |        |
| 2014 | ASCAP Rhythm & Soul Music Awards | Díjazott R&B/hiphopdalok               | Swimming Pools (Drank)                                          | Elnyerte |        |
| 2014 | ASCAP Rhythm & Soul Music Awards | Díjazott hiphopdalok                   | Swimming Pools (Drank)                                          | Elnyerte |        |
| 2014 | 56. Grammy-gála                  | Legjobb rapteljesítmény                | Swimming Pools (Drank)                                          | Jelölve  | [ 68 ] |
| 2014 | 56. Grammy-gála                  | Az év albuma                           | good kid, m.A.A.d city                                          | Jelölve  | [ 68 ] |
| 2014 | 56. Grammy-gála                  | Legjobb rapalbum                       | good kid, m.A.A.d city                                          | Jelölve  | [ 68 ] |
| 2014 | 56. Grammy-gála                  | Legjobb rap/ének együttműködés         | Now or Never (Mary J. Blige-dzsal)                              | Jelölve  | [ 68 ] |

## Számlista
| Good Kid, M.A.A.D City | Good Kid, M.A.A.D City                    | Good Kid, M.A.A.D City                                                                   | Good Kid, M.A.A.D City | Good Kid, M.A.A.D City | Good Kid, M.A.A.D City | Good Kid, M.A.A.D City | Good Kid, M.A.A.D City | Good Kid, M.A.A.D City | Good Kid, M.A.A.D City |
|                        | Cím                                       | Szerző(k)                                                                                | Hossz                  |                        |                        |                        |                        |                        |                        |
| ---------------------- | ----------------------------------------- | ---------------------------------------------------------------------------------------- | ---------------------- | ---------------------- | ---------------------- | ---------------------- | ---------------------- | ---------------------- | ---------------------- |
| 1.                     | Sherane a.k.a Master Splinter’s Daughter  | Kendrick Duckworth Christopher Whitacre Justin Henderson                                 | 4:33                   |                        |                        |                        |                        |                        |                        |
| 2.                     | Bitch, Don’t Kill My Vibe                 | Duckworth Mark Spears Robin Braun Vindahl Friis Lykke Schmidt                            | 5:10                   |                        |                        |                        |                        |                        |                        |
| 3.                     | Backseat Freestyle                        | Duckworth Chauncey Hollis, Jr.                                                           | 3:32                   |                        |                        |                        |                        |                        |                        |
| 4.                     | The Art of Peer Pressure                  | Duckworth Jonas Vestergaard Rune Rask                                                    | 5:24                   |                        |                        |                        |                        |                        |                        |
| 5.                     | Money Trees (Jay Rock közreműködésével)   | Duckworth Johnny McKinzie, Jr. Dacoury Natche Victoria Garance Alixe Legrand Alex Scally | 6:26                   |                        |                        |                        |                        |                        |                        |
| 6.                     | Poetic Justice (Drake közreműködésével)   | Duckworth Aubrey Graham Elijah Molina James Harris Janet Jackson Terry Lewis             | 5:00                   |                        |                        |                        |                        |                        |                        |
| 7.                     | good kid                                  | Duckworth Pharrell Williams                                                              | 3:34                   |                        |                        |                        |                        |                        |                        |
| 8.                     | m.A.A.d city (MC Eiht közreműködésével)   | Duckworth Aaron Tyler Spears Ricci Riera Axel Morgan                                     | 5:50                   |                        |                        |                        |                        |                        |                        |
| 9.                     | Swimming Pools (Drank) (Extended Version) | Duckworth Tyler Williams                                                                 | 5:13                   |                        |                        |                        |                        |                        |                        |
| 10.                    | Sing About Me, I’m Dying of Thirst        | Duckworth Gabe Stevenson Derrick Hutchins Quincy Jones Alan Bergman Marilyn Bergman      | 12:03                  |                        |                        |                        |                        |                        |                        |
| 11.                    | Real (Anna Wise közreműködésével)         | Duckworth Martin                                                                         | 7:23                   |                        |                        |                        |                        |                        |                        |
| 12.                    | Compton (Dr. Dre közreműködésével)        | Duckworth Sly Jordan Justin Smith Charles Richard Cason                                  | 4:08                   |                        |                        |                        |                        |                        |                        |
| 68:23                  |                                           |                                                                                          |                        |                        |                        |                        |                        |                        |                        |

| Deluxe Edition (bónusz dalok) | Deluxe Edition (bónusz dalok)                 | Deluxe Edition (bónusz dalok)                                                                 | Deluxe Edition (bónusz dalok) | Deluxe Edition (bónusz dalok) | Deluxe Edition (bónusz dalok) | Deluxe Edition (bónusz dalok) | Deluxe Edition (bónusz dalok) | Deluxe Edition (bónusz dalok) | Deluxe Edition (bónusz dalok) |
|                               | Cím                                           | Szerző(k)                                                                                     | Hossz                         |                               |                               |                               |                               |                               |                               |
| ----------------------------- | --------------------------------------------- | --------------------------------------------------------------------------------------------- | ----------------------------- | ----------------------------- | ----------------------------- | ----------------------------- | ----------------------------- | ----------------------------- | ----------------------------- |
| 13.                           | The Recipe (Dr. Dre közreműködésével)         | Duckworth Andre Young Molina Eric Cardona Gabe D’Amico Dev Gupta Andrea Hernandez Bryan Ujuet | 5:52                          |                               |                               |                               |                               |                               |                               |
| 14.                           | Black Boy Fly                                 | Duckworth Columbus Smith Dawaun Parker                                                        | 4:38                          |                               |                               |                               |                               |                               |                               |
| 15.                           | Now or Never (Mary J. Blige közreműködésével) | Splash                                                                                        | 4:17                          |                               |                               |                               |                               |                               |                               |
| 87:41                         |                                               |                                                                                               |                               |                               |                               |                               |                               |                               |                               |

| iTunes Deluxe Edition (bónusz dalok) | iTunes Deluxe Edition (bónusz dalok)       | iTunes Deluxe Edition (bónusz dalok)   | iTunes Deluxe Edition (bónusz dalok) | iTunes Deluxe Edition (bónusz dalok) | iTunes Deluxe Edition (bónusz dalok) | iTunes Deluxe Edition (bónusz dalok) | iTunes Deluxe Edition (bónusz dalok) | iTunes Deluxe Edition (bónusz dalok) | iTunes Deluxe Edition (bónusz dalok) |
|                                      | Cím                                        | Szerző(k)                              | Hossz                                |                                      |                                      |                                      |                                      |                                      |                                      |
| ------------------------------------ | ------------------------------------------ | -------------------------------------- | ------------------------------------ | ------------------------------------ | ------------------------------------ | ------------------------------------ | ------------------------------------ | ------------------------------------ | ------------------------------------ |
| 16.                                  | Collect Calls (Kent Jamz közreműködésével) | Duckworth Khalil Muhammad Riera Morgan | 3:57                                 |                                      |                                      |                                      |                                      |                                      |                                      |
| 17.                                  | Swimming Pools (Drank) (Single Version)    | Duckworth T. Williams                  | 4:07                                 |                                      |                                      |                                      |                                      |                                      |                                      |
| 95:45                                |                                            |                                        |                                      |                                      |                                      |                                      |                                      |                                      |                                      |

| 16. | County Building Blues                                                       | Duckworth Dontae Winslow Khalil Abdul-Rahman                         | 4:18 |
| 17. | Swimming Pools (Drank) (Black Hippy Remix) (a Black Hippy közreműködésével) | Duckworth Quincy Hanley McKinzie, Jr. Herbert Stevens IV T. Williams | 5:14 |

| 16. | The Recipe (Black Hippy Remix) (a Black Hippy közreműködésével) | Duckworth Hanley McKinzie, Jr. Stevens IV Molina Cardona D’Amico Gupta Hernandez Ujueta | 4:21 |
| 17. | Bitch, Don’t Kill My Vibe (Remix) (Jay-Z közreműködésével)      | Duckworth Shawn Carter Spears Braun Friis Schmidt                                       | 4:38 |

| 13. | The Recipe (Dr. Dre közreműködésével)                                       | Duckworth Young Molina Cardona D’Amico Gupta Hernandez Ujueta | 5:52 |
| 14. | Black Boy Fly                                                               | Duckworth Smith Parker                                        | 4:38 |
| 15. | Now or Never (Mary J. Blige közreműködésével)                               | Duckworth Sullivan Splash                                     | 4:17 |
| 16. | County Building Blues                                                       | Duckworth Winslow Abdul-Rahman                                | 4:18 |
| 17. | Swimming Pools (Drank) (Black Hippy Remix) (a Black Hippy közreműködésével) | Duckworth Hanley McKinzie, Jr. Stevens IV T. Williams         | 5:14 |

| 13. | Bitch, Don’t Kill My Vibe (Remix) (Jay-Z közreműködésével) | Duckworth Carter Spears Braun Friis Schmidt | 4:39 |

| 13. | Bitch, Don’t Kill My Vibe (Remix) (Jay-Z közreműködésével)                     | Duckworth Carter Spears Braun Friis Schmidt      | 4:39 |
| 14. | Bitch, Don’t Kill My Vibe (International Remix) (Emeli Sandé közreműködésével) | Duckworth Adele Sandé Spears Braun Friis Schmidt | 5:06 |

További vokál
- Bitch, Don’t Kill My Vibe: Anna Wise és JMSN
- Money Trees: Anna Wise
- good kid: Chad Hugo
- m.A.A.d city: Schoolboy Q[69]
- Sing About Me, I’m Dying of Thirst: JMSN, Anna Wise és Camille Davis
- Real: JMSN

Feldolgozott dalok
- Bitch, Don’t Kill My Vibe: Tiden Flyver, szerezte: Robin Braun, Vindahl Friis és Lykke Schmidt, előadta: Boom Clap Bachelors; Tiden Flyver (master-felvétel), előadta: Boom Clap Bachelors.
- Backseat Freestyle: Yo Soy Cubano, előadta: The Chakachas.[70]
- The Art of Peer Pressure: Helt Alene, szerezte: Rune Rask, előadta: Suspekt.
- Money Trees: Silver Soul, szerezte: Victoria Garance Alixe Legrand és Alex Scally; Silver Soul, előadta: Beach House.
- Poetic Justice: Any Time, Any Place, szerezte: James Harris, Janet Jackson és Terry Lewis, előadta: Janet Jackson.
- Sing About Me, I’m Dying of Thirst: Maybe Tomorrow, szerezte: Quincy Jones, Alan Bergman és Marilyn Bergman; Maybe Tomorrow, előadta: Grant Green.
- Compton: What’s This World Coming To, szerezte: Charles Richard Cason, előadta: Formula IV.
- The Recipe: Meet the Frownies, szerezte: Eric Cardona, Gabe D’Amico, Dev Gupta, Andrea Hernandez és Bryan Ujueta, előadta: Twin Sister.

## Közreműködő előadók
Az AllMusic adatai alapján.
| - Kendrick Lamar – művészi vezető, fő előadó - Dr. Dre – executive producer, közreműködő előadó, keverés - Anthony Tiffith – executive producer - Derek Ali – hangmérnök, keverés - Dave Free – asszisztens producer, koordinátor - Larry Chatman – producer-koordinátor - Andrew Van Meter – producer-koordinátor - Ashley Palmer – koordinátor - Mike Bozzi – master - Brian Gardner – master - Dee Brown – hangmérnök - Mike Larson – hangmérnök - James Hunt – hangmérnök - Mauricio Iragorri – hangmérnök - Jared Scott – hangmérnök, keverés - Jack Splash – producer | - Hit-Boy – producer - Scoop DeVille – producer - DJ Dahi – producer - Skhye Hutch – producer - Just Blaze – producer - Tha Bizness – producer - T-Minus – producer - Pharrell Williams – producer - Terrace Martin – további produceri munka - Sounwave – további produceri munka - Kirdis Postelle – asszisztens producer - Terrence Henderson – asszisztens producer - Drake – közreműködő előadó - MC Eiht – közreműködő előadó - Jay Rock – közreműködő előadó - Kent Jamz – közreműködő előadó | - Anna Wise – közreműködő előadó, háttérénekes - Camille Davis – ének - Chad Hugo – ének - JMSN – háttérénekes - Amari Parnell – refrén-, és hangminta-énekes - Mary Keating – hegedű - Marlon Williams – gitár, basszusgitár - Charly & Margaux – hegedű, brácsa - Gabriel Stevenson – zongora - Willie Long – ápolás - Kitti Fontaine – stylist - Dan Monick – fényképész - Paula Oliver – fényképész - Dwane LaFleur – fényképész - Danny Smith – fényképész - Schoolboy Q – kézírás a borítón, háttérénekes |

## Slágerlisták
| Slágerlista (2012–2021)               | Legmagasabb pozíció |
| ------------------------------------- | ------------------- |
| Ausztrál Albumok (ARIA)               | 23                  |
| Belga Albumok (Ultratop Flanders)     | 46                  |
| Belga Albumok (Ultratop Wallonia)     | 130                 |
| Kanadai Albumok (Billboard)           | 2                   |
| Dán Albumok (Hitlisten)               | 20                  |
| Holland Albumok (Album Top 100)       | 45                  |
| Francia Albumok (SNEP)                | 57                  |
| Ír Albumok (IRMA)                     | 26                  |
| Új-Zéland-i Albumok (RMNZ)            | 7                   |
| Norvég Albumok (VG-lista)             | 26                  |
| Portugál Albumok (AFP)                | 44                  |
| Svájci Albumok (Schweizer Hitparade)  | 38                  |
| Brit albumok (OCC)                    | 16                  |
| Brit R&B-albumok (OCC)                | 2                   |
| US Billboard 200                      | 2                   |
| US Top R&B/Hip-Hop Albums (Billboard) | 1                   |

| Év   | Slágerlista                           | Position |
| ---- | ------------------------------------- | -------- |
| 2012 | US Billboard 200                      | 80       |
| 2012 | US Top R&B/Hip-Hop Albums (Billboard) | 16       |
| 2013 | Belga Albumok (Ultratop Flanders)     | 190      |
| 2013 | US Billboard 200                      | 24       |
| 2013 | US Top R&B/Hip-Hop Albums (Billboard) | 7        |
| 2014 | US Billboard 200                      | 69       |
| 2014 | US Top R&B/Hip-Hop Albums (Billboard) | 27       |
| 2015 | US Billboard 200                      | 72       |
| 2016 | Dán Albumok (Hitlisten)               | 85       |
| 2016 | US Billboard 200                      | 74       |
| 2017 | Dán Albumok (Hitlisten)               | 100      |
| 2017 | US Billboard 200                      | 60       |
| 2018 | US Billboard 200                      | 89       |
| 2018 | US Top R&B/Hip-Hop Albums (Billboard) | 61       |
| 2019 | US Billboard 200                      | 119      |
| 2020 | Ausztrál Albumok (ARIA)               | 89       |
| 2020 | Belga Albumok (Ultratop Flanders)     | 181      |
| 2020 | US Billboard 200                      | 86       |
| 2020 | US Top R&B/Hip-Hop Albums (Billboard) | 74       |

| Slágerlista (2010–2019) | Pozíció |
| ----------------------- | ------- |
| US Billboard 200        | 79      |

## Minősítések
| Régió                    | Minősítés  | Példányszám |
| ------------------------ | ---------- | ----------- |
| Ausztrália (ARIA)        | 2× Platina | 140,000     |
| Egyesült Államok (RIAA)  | 3× Platina | 3,000,000   |
| Egyesült Királyság (BPI) | Platina    | 300,000     |
| Dánia (IFPI Danmark)     | Platina    | 20,000      |
| Kanada (Music Canada)    | Arany      | 40,000      |
| Új-Zéland (RMNZ)         | Platina    | 15,000      |

## Kiadások
| Régió              | Dátum             | Kiadó                    | Formátumok                     | Kiadás           | For.                    |
| ------------------ | ----------------- | ------------------------ | ------------------------------ | ---------------- | ----------------------- |
| Kanada             | 2012. október 22. | - Aftermath - Interscope | - CD - digitális letöltés - LP | Standard, deluxe | [ 107 ] [ 108 ]         |
| Egyesült Királyság | 2012. október 22. | - Aftermath - Interscope | - CD - digitális letöltés - LP | Standard         | [ 109 ]                 |
| Egyesült Államok   | 2012. október 22. | - Aftermath - Interscope | - CD - digitális letöltés - LP | Standard, deluxe | [ 110 ] [ 111 ] [ 112 ] |
| Egyesült Királyság | 2012. december 3. | - Aftermath - Interscope | - CD - digitális letöltés - LP | Deluxe           | [ 113 ]                 |